# Карпов, Евгений Вениаминович
Евгений Вениаминович Карпов (род. 5 января 1959 года, Магнитогорск, РСФСР, СССР) — российский политический деятель, управленец, глава города Магнитогорска (2005—2009).

## Биография
Евгений Карпов родился 5 января 1959 года в Магнитогорске. После окончания школы он поступил в техническое училище (ГПТУ, а в настоящее время Магнитогорский Политехнический колледж) № 41. Работал на Магнитогорском металлургическом комбинате машинистом крана, затем прошел службу в Вооружённых Силах СССР.
После возвращения из армии Евгений Вениаминович поступил на работу в обжимный цех № 3 ММК, где проработал пятнадцать лет, заняв в конечном итоге пост заместителя начальника цеха. Евгений Карпов окончил вечернее отделение МГМИ имени Носова по специальности «обработка металлов давлением».
Евгений Карпов работал главным инженером ОАО ММК, а также возглавлял Магнитогорский калибровочный завод. Затем Евгений Карпов являлся директором ОАО «Магнитогорский металлургический комбинат» по экономике и финансам.
В 2005 году был избран мэром Магнитогорска со значительным перевесом. Занимал пост до 2009 года.
Уже после своей отставки с поста мэра города Магнитогорска Евгений Карпов был награждён Орденом Дружбы «за достигнутые трудовые успехи и многолетнюю добросовестную работу».
В настоящее время Евгений Вениаминович Карпов является старшим преподавателем кафедры экономики и управления Магнитогорского филиала РАНХиГС.
Евгений Карпов женат, имеет сына.